# Oleksandr Irvanec
Oleksandr Vasyľovyč Irvanec (ukrajinsky Олександр Васильович Ірванець; * 24. ledna 1961) je současný ukrajinský básník, prozaik a dramatik.
Je zakládajícím členem literární skupiny Bu-Ba-Bu. Vystudoval vyšší pedagogickou školu v Dubně (1980) a Moskevský literární institut (1989). Je autorem tří básnických sbírek; zatím poslední vyšla na podzim 2001. Kromě básní tiskem vyšly Irvancevy jednoaktovky pod souhrnným názvem „Pjať pjes“, román „Rivne/Rovno (Stina)“ (obě knihy v roce 2002) a povídkova sbírka „Očamymrja“. V roce 2015 byl hostem 16. ročníku Měsíce autorského čtení. Ve stejném roce byl s autorem natočen portrét pro cyklus Ukrajinská čítanka – Ukrajina, davaj, Ukrajiny, který vznikl v koprodukci nakladatelství Větrné mlýny a tří veřejnoprávních televizí z Česka (ČT), Polska (TVP) a Slovenska (RTVS). Režisérem dílu je Martina Malinová. Jeho divadelní hry se hrály v divadlech Ukrajiny, Kazachstánu, Německa a Lucemburska.
Díla O. Irvance jsou přeložená do němčiny, francouzštiny, angličtiny, polštiny, chorvatštiny, švédštiny, ruštiny a běloruštiny.